# Římskokatolická farnost Osek nad Bečvou
Římskokatolická farnost Osek nad Bečvou je územní společenství římských katolíků s farním kostelem Povýšení svatého Kříže v děkanátu Hranice.

## Historie farnosti
První písemná zmínka o obci pochází z roku 1374. Kostel Povýšení sv. Kříže byl postaven roku 1791 na troskách staršího vyhořelého kostela.

## Duchovní správci
Do roku 2020 měla farnost sídelního duchovního správce. Posledními z nich byli:
- R. D. Mgr. Kamil Obr (2004–2005, administrátor)[2]
- R. D. Mgr. Paweł Biliński (2005–2020, farář)[3]

V současnosti farnost nemá vlastního faráře a je spravována excurrendo některým knězem z okolí:
- R. D. Mgr. Ing. Libor Churý (2020–2025, farář v Lipníku nad Bečvou)
- R. D. ICLic. Mgr. Vít Hlavica (2025–součanost, farář v Lipníku nad Bečvou)

## Bohoslužby
| Kostel                    | Místo           | Bohoslužba (den)            | Hodina                      | Poznámka     |
| ------------------------- | --------------- | --------------------------- | --------------------------- | ------------ |
| Povýšení svatého Kříže    | Osek nad Bečvou | neděle                      | 11:00                       | farní kostel |
| kaple sv. Filipa a Jakuba | Oldřichov       | bez pravidelných bohoslužeb | bez pravidelných bohoslužeb | kaple        |

## Aktivity ve farnosti
Ve farnosti se pravidelně koná tříkrálová sbírka. V roce 2017 se v Oseku vybralo 12 083 korun.